# جون بي. والترز
جون بي. والترز هو سياسي أمريكي، ولد في 8 فبراير 1952. نشط حزبياً في الحزب الجمهوري.